# Goran Savanović
Goran Savanović (ur. 28 sierpnia 1973 w Banja Luce) – bośniacki koszykarz, występujący na pozycji skrzydłowego.

## Osiągnięcia
Drużynowe
- 2-krotny mistrz Czech (2006, 2007)
- Brązowy medalista mistrzostw Czech (2008)
- 4. miejsce w mistrzostwach Czech (2009)
- Zdobywca pucharu:
  - Polski (2000)
  - Czech (2007)
- Finalista Pucharu Czech (2008, 2009)
- Uczestnik rozgrywek:
  - Euroligi (2004/05)
  - Eurocup (2003–2008)
  - Pucharu Koracia (1996/97, 1998/99)
  - Pucharu Saporty (2000–2002)
  - Suproligi (2000/01)
  - EuroChallenge (2008/09)

Indywidualne
- Powołany do udziału w meczu gwiazd Polska - Gwiazdy PLK (1999)[1]